# Stilobezzia pastoriana
Stilobezzia pastoriana är en tvåvingeart som beskrevs av Clastrier 1986. Stilobezzia pastoriana ingår i släktet Stilobezzia och familjen svidknott.
Artens utbredningsområde är Guinea. Inga underarter finns listade i Catalogue of Life.